# Виленский, Гарольд
Гарольд Виленский или Виленски (англ. Harold L. Wilensky; 3 марта 1923, Нью-Рошелл, штат Нью-Йорк — 30 октября 2011, Беркли, штат Калифорния) — американский социолог.
В молодые годы активно участвовал в профсоюзном движении, ориентированном на Демократическую партию США. В годы Второй мировой войны служил в армии. Работал в Мичиганском университете, затем на протяжении многих лет, вплоть до выхода на пенсию в 1991 году, преподавал в Калифорнийском университете в Беркли. Действительный член Американской академии искусств и наук.
Исследовал преимущественно функционирование различных организационных структур в современном обществе, как политических, так и экономических, в особенности их способность аккумулировать индивидуальную интеллектуальную и творческую энергию людей. Выступал (в том числе в специальной популярной статье «Классовое сознание и американские рабочие») против классового подхода к развитию общества, в советской печати характеризовался как «известный идеолог американского капитализма».
Автор монографий «Интеллектуальные профессии в профсоюзах» (англ. Intellectuals in Labor Unions; 1956), «Индустриальное общество и социальное благосостояние» (англ. Industrial Society and Social Welfare; 1958, переиздание 1965), «Организационный интеллект: знания и стратегические установки в государственном управлении и производстве» (англ. Organizational Intelligence: Knowledge and Policy in Government and Industry; 1967, переиздание 1969), «Государство благосостояния и равенство: структурные и идеологические корни общественных расходов» (англ. The Welfare State and Equality; 1975) и др. Книга «Богатые демократии: политическая экономия, публичная политика и эффективность» (англ. Rich Democracies: Political Economy, Public Policy, and Performance), почти завершённая Виленским, погибла в 1991 году при пожаре; запросив у многочисленных коллег фрагменты, отправленные им для отзывов, Виленский восстановил её заново и опубликовал в 2002 году. Итоговый труд Виленского, «Американская экономика в глобальной перспективе» (англ. American Political Economy in Global Perspective), был завершён им за девять дней до смерти и издан в 2012 году.